# وینسنت بلور
وینسنت بلور (انگلیسی: Vincent Blore; ۲۵ فوریهٔ ۱۹۰۷ – ۱۹۹۷ (۸۹−۹۰ سال)) بازیکن فوتبال اهل بریتانیا بود.
از باشگاه‌هایی که در آن بازی کرده‌است می‌توان به باشگاه فوتبال کریستال پالاس، باشگاه فوتبال دربی کانتی، باشگاه فوتبال استون ویلا، باشگاه فوتبال اکستر سیتی، و باشگاه فوتبال وستهام یونایتد اشاره کرد.